# Robert Lindsay
Robert Alexander Lindsay, född 18 april 1890 i Storlondon, död där 21 oktober 1958, var en brittisk friidrottare.
Lindsay blev olympisk mästare på 4 x 400 meter vid olympiska sommarspelen 1920 i Antwerpen.